# Simon Harcourt, 1. hrabě Harcourt
Simon Harcourt, 1. hrabě Harcourt (Simon Harcourt, 1st Earl Harcourt, 2nd Viscount Harcourt, 1st Viscount Nuneham, 2nd Baron Harcourt) (1714, Stanton Harcourt, Anglie – 16. září 1777, Nuneham Courtenay, Anglie) byl britský generál, diplomat, dvořan a politik. Jako příslušník vysoké šlechty od mládí zastával funkce u dvora a sloužil v armádě, dosáhl hodnosti generála, v roce 1749 získal titul hraběte. Uplatnil se také jako diplomat a byl velvyslancem ve Francii (1768–1772), svou kariéru završil jako místokrál v Irsku (1772–1777). Šlechtické tituly a majetek po něm zdědili postupně dva synové, po vymření rodu v roce 1830 přešlo jméno Harcourt na spřízněný rod Venables–Vernon.

## Životopis

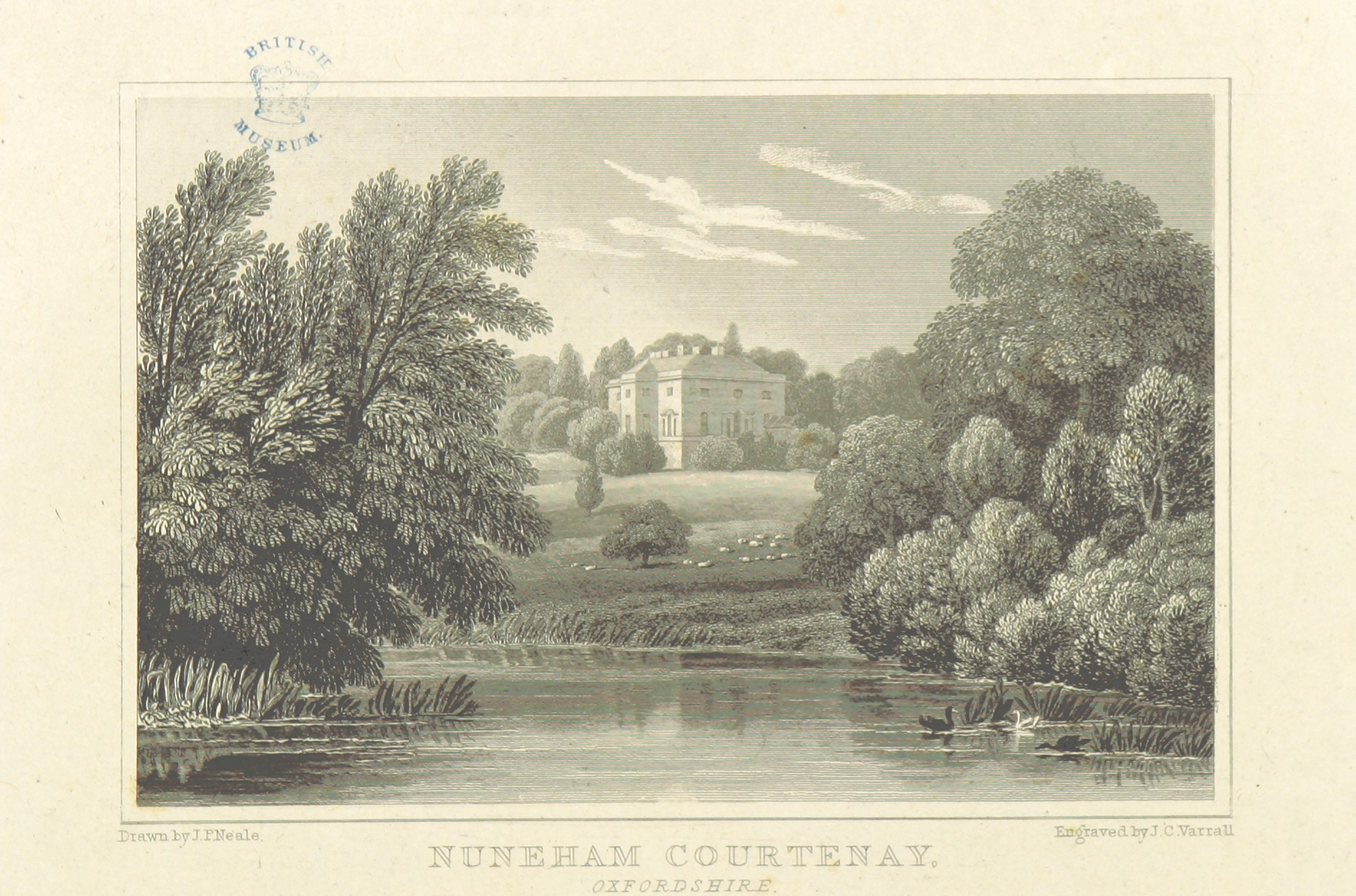
Zámek Nuneham Park (Oxfordshire)

Pocházel ze starobylé rodiny francouzského původu, která od středověku sídlila na panství Stanton Harcourt v hrabství Oxfordshire. Byl jediným synem předčasně zemřelého poslance Simona Harcourta (1684–1720) a vnukem významného právníka a politika 1. vikomta Harcourta. Po něm v roce 1727 zdědil titul vikomta, poté studoval ve Westminsteru, po dosažení zletilosti vstoupil do Sněmovny lordů (1735). V letech 1735–1751 byl lordem komořím Jiřího II., souběžně sloužil v armádě a za účast v bojích proti poslednímu jakobitskému povstání dosáhl hodnosti plukovníka (1745). V roce 1749 byl povýšen na hraběte a od roku 1751 byl guvernérem prince waleského, pozdějšího Jiřího III., v roce 1751 se zároveň stal členem Tajné rady. Dále postupoval v armádních hodnostech, byl povýšen na generálmajora (1755) a generálporučíka (1759). Byl též členem Královské společnosti.
Během sedmileté války byl mimořádným vyslancem v Meklenbursku, kde měl za úkol vyjednat sňatek Jiřího III. s meklenburskou princeznou Charlottou. Po uzavření sňatku byl jejím nejvyšším štolbou (1761–1763) a nejvyšším komořím (1763–1768). V letech 1768–1772 byl vyslancem v Paříži, a i když v armádě již aktivně nesloužil, v roce 1772 dosáhl hodnosti generála. V letech 1772–1777 zastával funkci místokrále v Irsku, kde se mu podařilo konsolidovat vztahy s opozicí v parlamentu. Z úřadu odstoupil v prosinci 1776, ale formálně jej zastával do konce ledna 1777, než do Irska dorazil nový místokrál hrabě z Buckinghamshire.
Zahynul tragicky na rodovém sídle Nuneham Park (Oxfordshire), utopil se ve studni, kam spadl, když se snažil zachránit svého psa. Zámek Nuneham Park byl postaven po roce 1757 na panství Nuneham Courtenay, které koupil jeho otec v roce 1710. Kromě toho vlastnil londýnský palác Harcourt House, který byl zbořen počátkem 20. století.
Se svou manželkou Rebeccou Le Bass (†1765) měl čtyři děti, dva syny a dvě dcery. Starší syn George Harcourt, 2. hrabě Harcourt (1736–1809), zastával hodnosti u dvora královny Charlotty a zemřel bez potomstva. Tituly a majetek pak zdědil mladší syn William Harcourt, 3. hrabě Harcourt (1743–1830), který v armádě dosáhl hodnosti polního maršála, ale zemřel také bez potomstva. Jméno Harcourt a majetek pak převzal jejich švagr Edward Harcourt (1757–1845) z rodiny Venables–Vernon. Z dalších generací tohoto rodu pocházeli významní státníci William Harcourt a Lewis Harcourt.